# Галленберг
Галленберг (нім. Hallenberg) — місто в Німеччині, знаходиться в землі Північний Рейн-Вестфалія. Підпорядковується адміністративному округу Арнсберг. Входить до складу району Гохзауерланд.
Площа — 65,36 км². Населення становить 4490 ос. (станом на 31 грудня 2020).

## Географії

### Сусідні міста та громади
Галленберг межує з 7 містами / громадами:
- Аллендорф
- Бад-Берлебург
- Бромскірхен
- Франкенберг
- Ліхтенфельс
- Медебах
- Вінтерберг

## Галерея

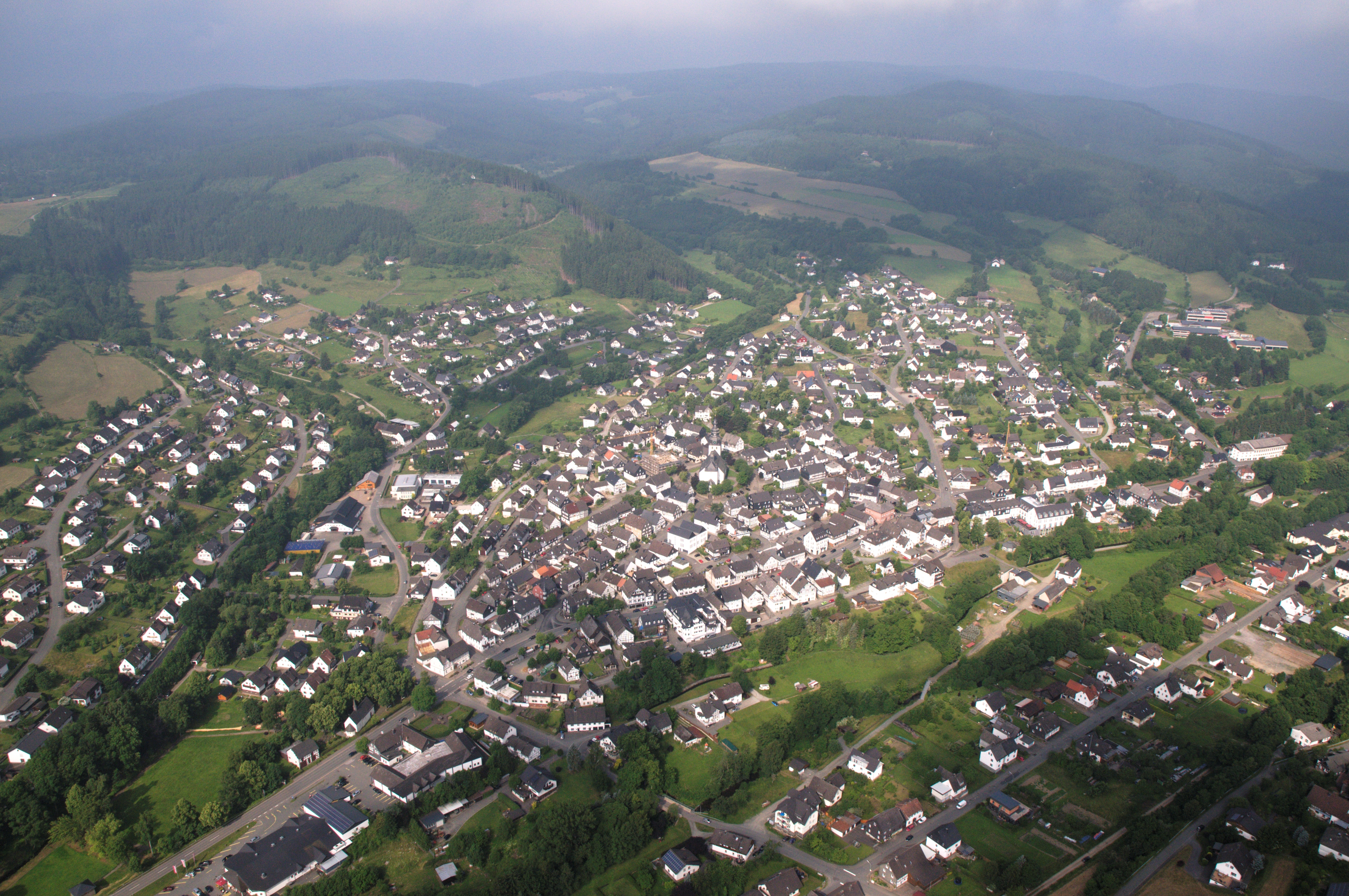
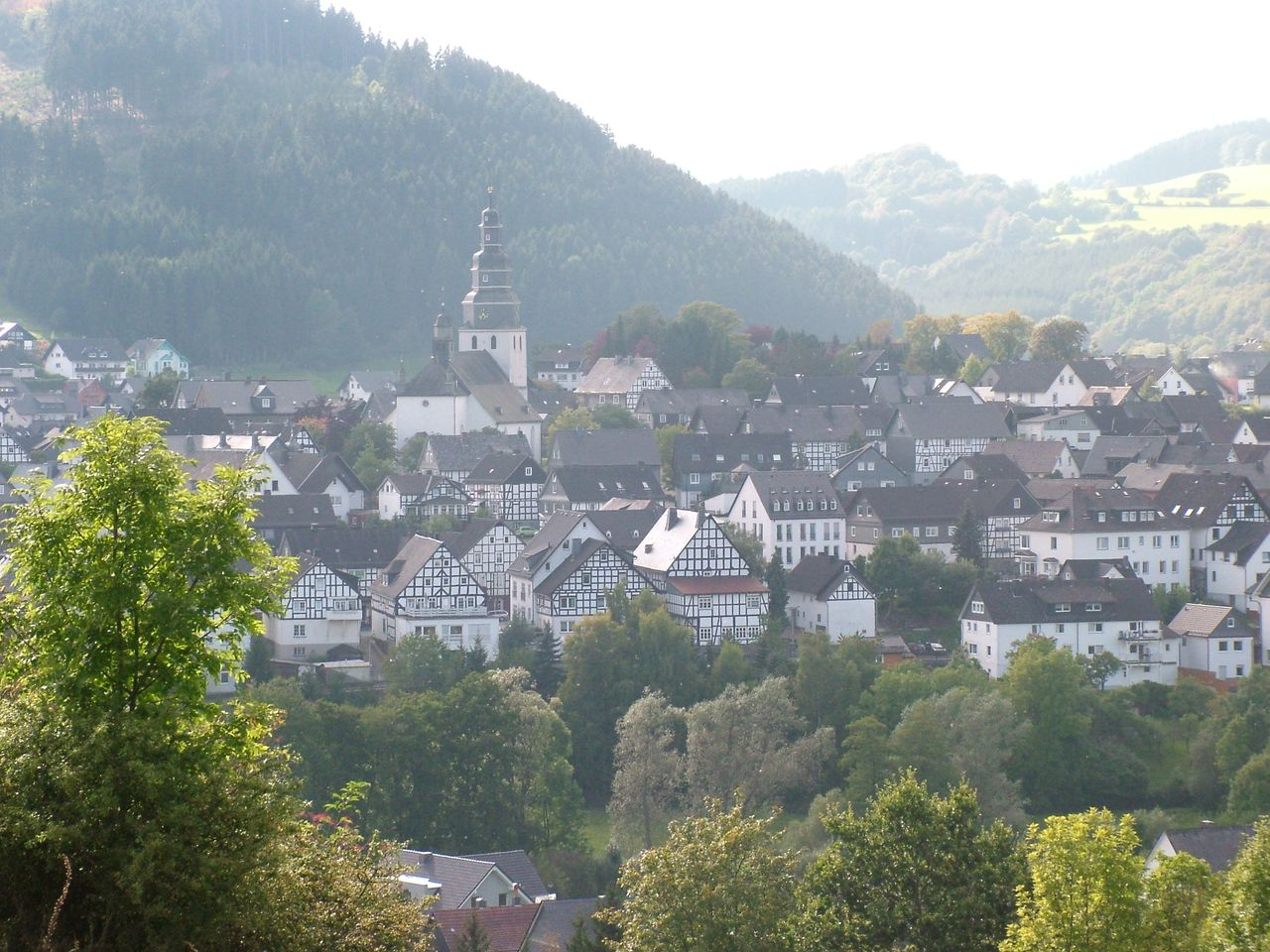
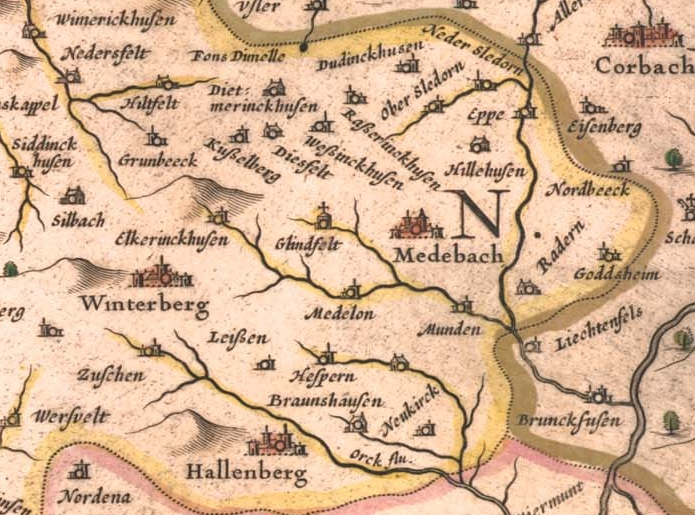
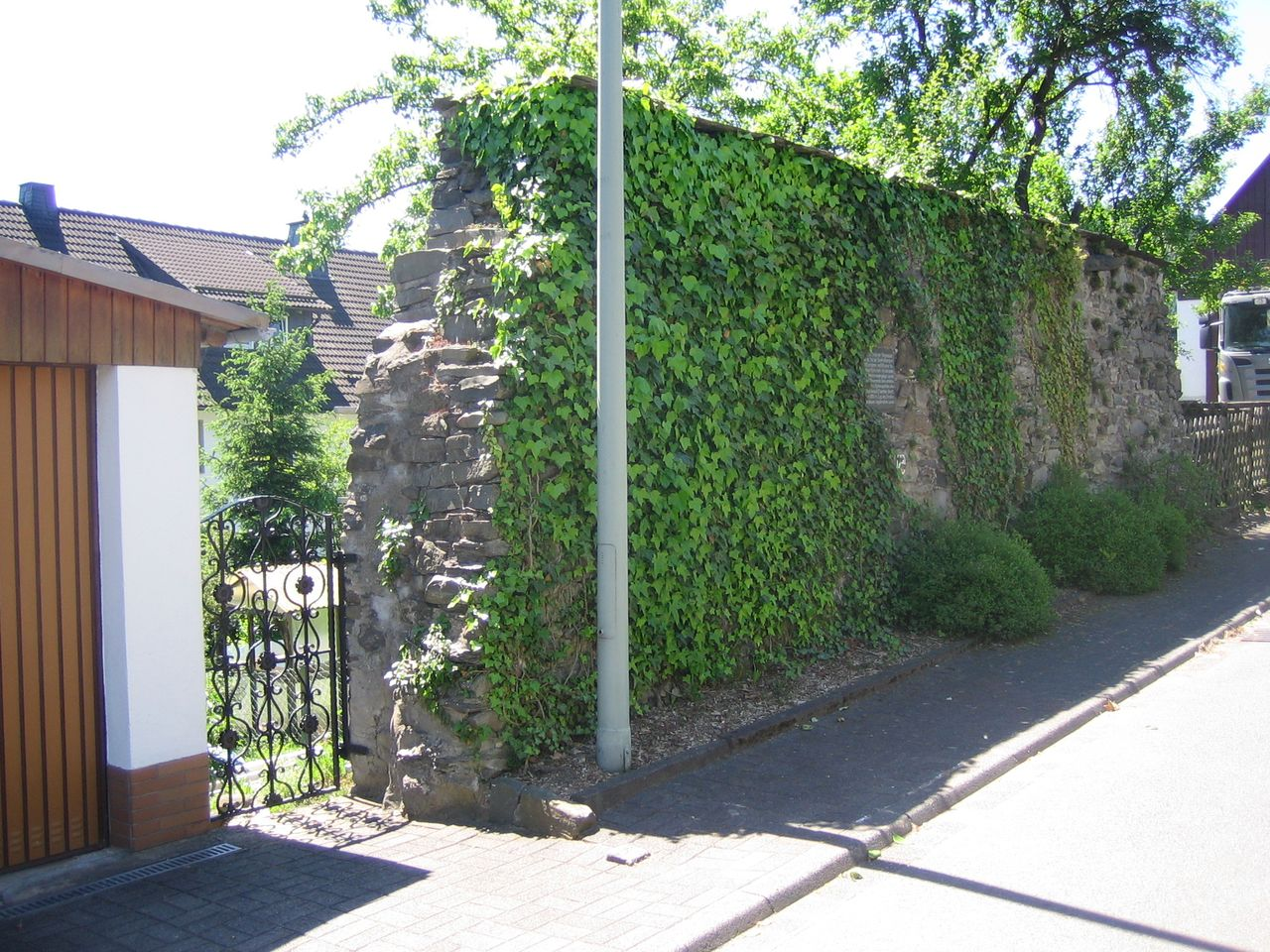
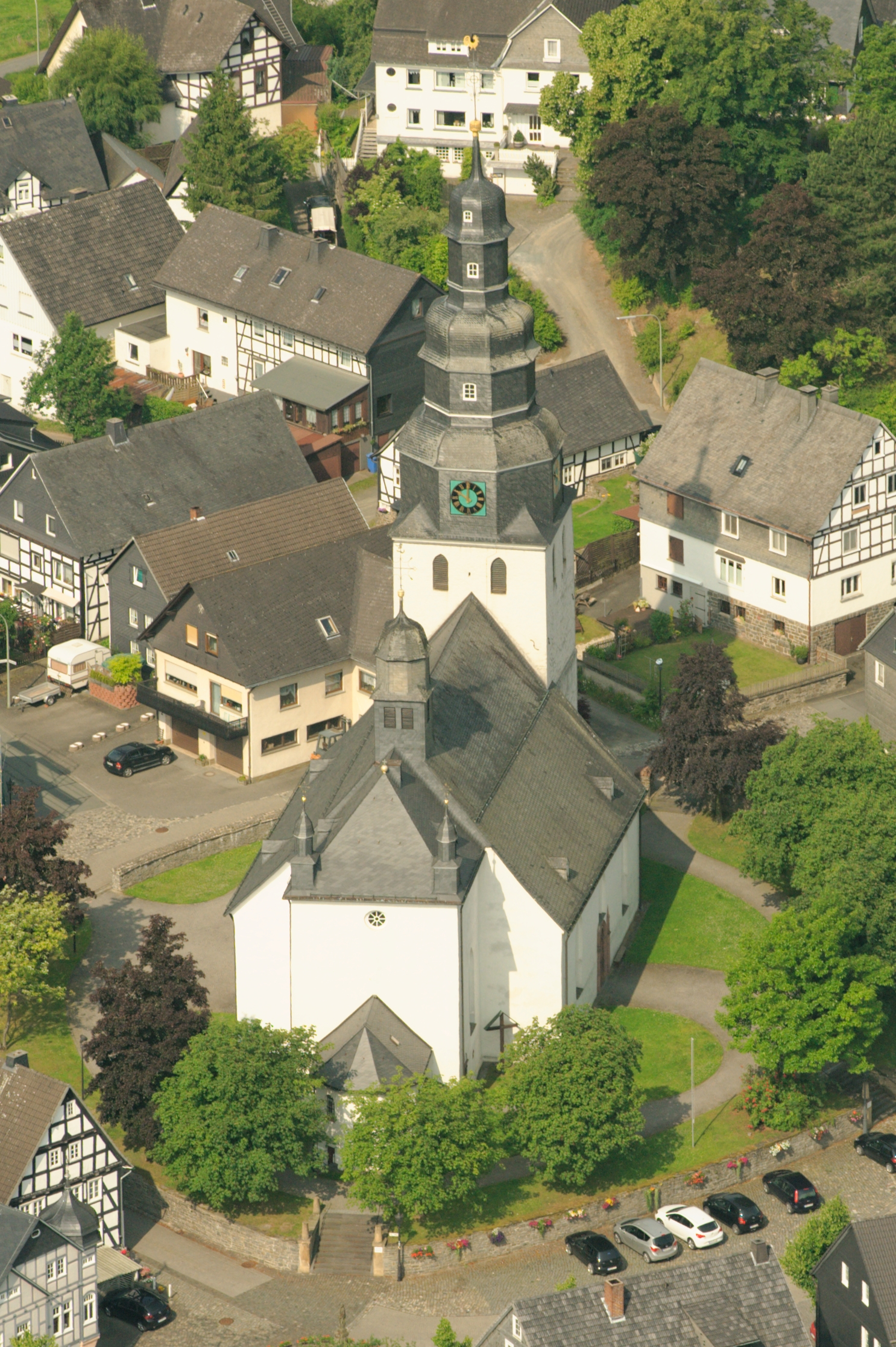

### Адміністративний поділ
Місто  складається з 4 районів:
- Галленберг
- Браунсгаузен
- Гесборн
- Лізен